# 酒井恒 (解剖学者)
酒井 恒（さかい ひさし、1928年1月19日 - 2008年8月1日）は、日本の解剖学者。
東京府（現・杉並区）生まれ。1954年東京大学医学部卒、1959年同大学院生物系研究科解剖学博士課程修了、「鍍銀法殊にRomanes法による変性軸索の追求」で医学博士。東大助手、1961年金沢大学医学部助教授、1973年名古屋大学医学部教授、92年定年退官、名誉教授。1987年『ターヘル・アナトミアと解体新書』で日本翻訳出版文化賞受賞。

## 著書
- 『臨床解剖学へのアプローチ 650のプログラム教程』医学書院 1991

編著
- 『医学ラテン語辞典』国原吉之助共編著 南江堂 1978
- 『ポケット医学ラテン語辞典』国原吉之助共編 南江堂 1989

編訳・注解
- Adolf Faller『ひとのからだ 構造と機能への入門』文光堂 1982
- 『ターヘル・アナトミアと解体新書』名古屋大学出版会 1987
- Adolf Faller『わかりやすい解剖生理 構造と機能への入門』文光堂 1993